# صائب جندیه
صائب جندیه (عربی: صائب جندية؛ زادهٔ ۱۳ مهٔ ۱۹۷۵) یک بازیکن فوتبال و مربی اهل فلسطین است.
وی همچنین در تیم ملی فوتبال فلسطین بازی کرده است.